# 朱利安·博伊德
朱利安·安東尼·博伊德（1990年2月2日—）為美國男子籃球運動員，場上位置為小前鋒，現效力於P. LEAGUE+桃園璞園領航猿。

## 早年
博伊德出生於德克薩斯州聖安東尼奧，就讀威廉·霍華德·塔夫脫高中第二年時繳出場均21.6分、11.7籃板的表現，該表現獲選了聖安東尼奧新聞快報年度球員。就讀长岛大学的菜鳥球季，博伊德以場均10.5分、6.4籃板的表現拿下東北聯盟年度新人王。升上大二之際，博伊德在聖安東尼奧打球時因為嚴重抽筋被送往醫院，聖安東尼奧的醫生研判博伊德再也無法繼續打球，回到紐約後博伊德到西奈山醫院再次做檢查，檢查結果得知罹患了左心室心肌致密化不全。2010年7月，博伊德從病情中康復，並獲准替長島大學出賽。2012年12月，大四的博伊德在賽季第八場出賽時因為腿傷離場，後經檢查為右膝前十字韌帶撕裂導致賽季報銷，由於博伊德只參與賽季百分之三十的賽程，長島大學為博伊德向NCAA申請第六年參賽資格。2013年4月，博伊德獲得第六年參賽資格。同年夏天博伊德的右膝前十字韌帶再次遭遇撕裂，2014年1月，長島大學表示博伊德的右膝前十字韌帶在2013年12月練球中第三度撕裂。

## 職業生涯
2015年7月，博伊德與波爾沃塔莫簽下職業生涯首份合約。離開芬蘭以後，博伊德轉戰倫敦閃電。但博伊德在效力倫敦閃電的第一個賽季遭遇右膝前十字韌帶第四度撕裂。2018年7月，博伊德與KR達成協議。2019年11月，東南亞職業籃球聯賽澳門戰狼簽下博伊德。2020年8月，伊羅尼阿塔村簽下博伊德。2021年5月，耶路撒冷夏普爾與博伊德簽約至賽季結束。
2021年9月，博伊德加盟P. LEAGUE+福爾摩沙台新夢想家。2022年2月，博伊德出賽了9場，繳出22.7分、12.3籃板、2.7助攻、1.3抄截的表現，該表現獲選2月最有價值球員。博伊德共替夢想家出賽20場，場均可挹注18.6分、11.4籃板。2022年8月，博伊德加盟超級籃球聯賽彰化柏力力，場均可為彰化柏力力貢獻25.5分、14籃板、1.8 抄截、1.4阻攻。第二十季超級籃球聯賽博伊德抱走得分王以及籃板王頭銜。2023年9月，夢想家宣布博伊德重返球隊。2024年8月，桃園璞園領航猿宣布博伊德加盟球隊。
博伊德預計歸化中華民國國籍時中文名字使用「朱力安」。

## 外部連結
- 朱利安·博伊德的Instagram帳戶
- 朱利安·博伊德在fiba.basketball（英语）
- 朱利安·博伊德在P. LEAGUE+官網
- 朱利安·博伊德在Basketball-Reference.com（國際）（英语）
- 朱利安·博伊德在Sports-Reference.com（NCAA）（英语）
- 朱利安·博伊德在Eurobasket.com（球員）（英语）
- 朱利安·博伊德在Proballers（英语）
- 朱利安·博伊德在RealGM（英语）
- 朱利安·博伊德在Flashscore（英语）